# Cluj Arena
Cluj Arena és un estadi a Cluj-Napoca, construït el 2011 al lloc de l'antic estadi Ion Moina. El propietari de l'estadi és el Consell Comarcal de Cluj, però el principal beneficiari és el club FC Universitatea Cluj 1919. L'ús més important de la sorra són els partits de futbol, però l'estadi també pot organitzar competicions olímpiques a causa de la seva pista d'atletisme o concerts, com ara l'Untold Festival i molts altres.
Composta per dues tribunes i dues gespes, l'estadi té una capacitat de 30.201 butaques, la majoria cobertes. Construït amb els més alts estàndards, el nou camp està catalogat com a estadi UEFA Elite (com el nou estadi nacional).

## Història
Es van proposar dos projectes per al nou estadi. El primer, un estadi clàssic, de forma rectangular, segons el model anglès, va ser dissenyat per la Universitat Tècnica de Cluj-Napoca i el segon, de forma ovalada, va ser dissenyat per OHL Espanya. Tots dos projectes van incloure un edifici d'oficines de més de 20 pisos als voltants de l'estadi. Els guanyadors de la subhasta van ser els d'UTCN, a causa dels preus més baixos.
Tot i que, inicialment, es volia traslladar la pista d'atletisme fora de l'estadi, un projecte posterior, també d'UTCN, inclou la pista d'atletisme a l'interior de la sorra.

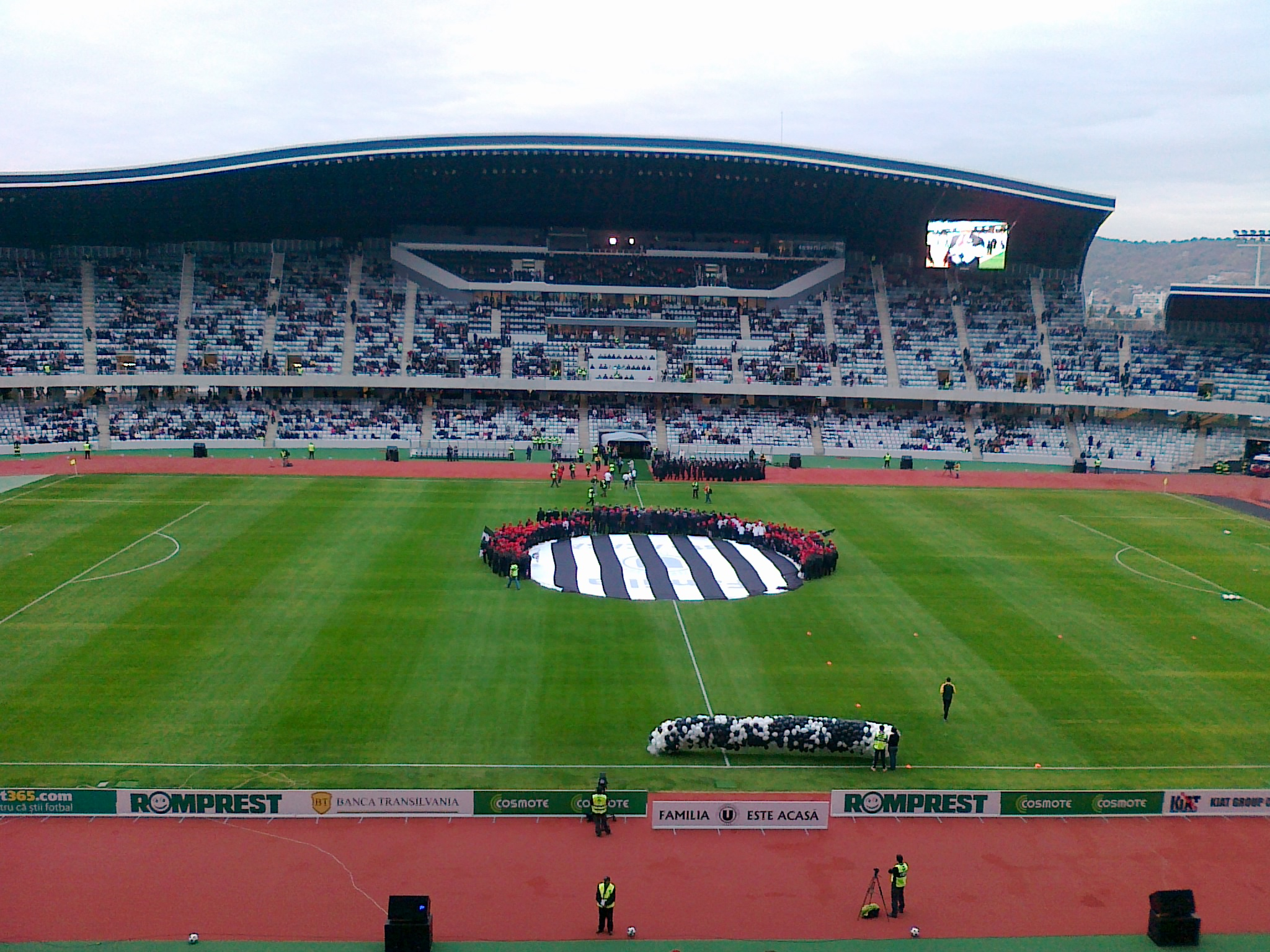
Partit inaugural, 2011

El 15 de juliol de 2009 es van iniciar les obres de reconstrucció del nou pavelló. El nou estadi costarà uns 30 milions d'euros i tindrà una capacitat de 30.596, dels quals 29.648 seients a la graderia i 948 a allotjaments per a VIPs. Inicialment, la data límit per finalitzar les obres era el 15 de juliol de 2011. Després del canvi de disseny tècnic durant les obres, es va canviar la data de finalització, l'estadi s'inaugurarà a través d'una sèrie de concerts els dies 7 i 8 d'octubre de 2011 Finalment, l'estadi comptarà amb 8 pistes d'atletisme (no 6 segons el previst en el projecte inicial), 303 places d'aparcament subterrani, una instal·lació nocturna adherida a l'estructura metàl·lica de l'edifici proveïda de 386 llums, etc.
Durant el 2011 es van iniciar les obres d'una sala polivalent de 7.000 places a l'antic solar d'escòries situat a la rodalia immediata de l'estadi i s'estan buscant solucions per finançar un edifici de 24 plantes connectat a l'estadi (la torre inclouria un hotel, oficines classe A i diverses funcions de l'arena). Tots dos edificis formen part del mateix complex que l'arena.

## La música
A més dels esdeveniments esportius, el Cluj Arena també s'utilitza per organitzar concerts. El 8 d'octubre de 2011, amb motiu de la inauguració, la banda de rock alemanya Scorpions va celebrar un concert a Cluj Arena davant de més de 40.000 espectadors. A la inauguració van interpretar artistes com Grigore Leșe, Pacifica, Semnal M i Voltaj. L'endemà, 9 d'octubre de 2011, la banda Smokie també va fer-hi un concert. Loredana, Smiley, Horia Brenciu i Pasărea Colibri van cantar a la inauguració. El 19 de juliol de 2012, la banda sueca Roxette va fer un concert al Cluj Arena davant de més de 22.000 espectadors.
El juny de 2013, amb motiu del Cluj Arena Music Fest, es van celebrar dos concerts a l'estadi. El 7 de juny va pujar a l'escenari la banda de rock britànica Deep Purple. A la inauguració van interpretar artistes com Mircea Baniciu, Holograf, Bere Gratis i Proconsul. L'endemà, el 8 de juny, la banda britànica UB40 va pujar a l'escenari. A la inauguració van interpretar, entre d'altres, Smiley i Ștefan Bănică Jr..
El 17 de maig de 2014 va tenir lloc a Cluj Arena l'esdeveniment musical Forza ZU organitzat per Radio ZU. Més de 30 dels artistes romanesos més famosos van pujar a l'escenari, inclosos BUG Mafia, Animal X, Holograf, Voltaj, Smiley, Alex Velea, Horia Brenciu , Elena Gheorghe, Connect-R i Andra. L'esdeveniment va comptar amb la presència de prop de 50.000 espectadors, establint així un rècord en termes d'espectadors al Cluj Arena. A partir del 2015, té lloc el festival més gran de Romania, el Untold Festival.
| Concerts a Cluj Arena | Concerts a Cluj Arena | Concerts a Cluj Arena                  | Concerts a Cluj Arena |
| Data                  | Artista               | Torneig / Esdeveniment                 | Públic                |
| --------------------- | --------------------- | -------------------------------------- | --------------------- |
| 8 d'octubre de 2011   | Escorpins             | Get Your Sting and Blackout World Tour | 45.000                |
| 9 d'octubre de 2011   | FUM                   | -                                      | 20.000                |
| 19 de juliol de 2012  | Roxette               | World Tour                             | 22.000                |
| 7 de juny de 2013     | Lila fosc             | Now What? World Tour                   | 10.000                |
| 8 de juny de 2013     | UB40                  | Summer Arena Tour                      | 15.000                |
| 17 de maig de 2014    | Diferents artistes    | Forza ZU                               | 50.000                |
| 25 de juny de 2017    | Andrea Bocelli        | -                                      | 15.000                |
| 23 de juliol de 2017  | Mode de salt          | Global Spirit Tour                     | 40.000                |
| 4 d'agost de 2019     | Robbie Williams       | Untold Festival 2019                   | 80.000                |

## Costos
La construcció del Cluj Arena es finança amb fons del Govern de Romania en una proporció del 31,22% i del Consell Comarcal de Cluj en proporció del 68,88%, essent propietat d'aquest últim la construcció. Així, del total de 45 milions d'euros (import que inclou l'IVA), 14 milions d'euros provenen del govern romanès i els 31 milions d'euros restants provenen dels fons del comtat de Cluj. Al començament de les obres, l'estiu del 2009, es calculava que els costos totals eren de 27,5 milions d'euros sense IVA. Com que durant el 2010 l'administració del comtat va voler aprovar el recinte d'acord amb la normativa de la FIFA, la necessitat de treballs addicionals va comportar un augment dels costos en 8,8 milions d'euros. Així, es va arribar a l'import final de 36,3 milions d'euros sense IVA (uns 45.000.000 d'euros amb IVA).

## Ubicació
El nou estadi de Cluj s'està construint a l'antic emplaçament, a l'oest del parc central (Parcul Mare) de Cluj, tot i que es van produir conflictes intensos sobre on es construirà el nou pavelló: les autoritats locals van planejar assignar terrenys al parc central a una empresa a capitalitzar des del punt de vista immobiliari, i el constructor es va comprometre a elevar un estadi a les normes europees fora de la ciutat (es van circular ubicacions com Valea Gârbăului o Sfântul Ion, ambdues a la immediata proximitat de la ciutat). Al final, va cedir a la pressió de l'afició, que no volia moure l'estadi. Cluj Arena continuarà formant part d'un complex esportiu més gran, que inclou el pavelló esportiu "Horia Demian", la piscina politècnica, el parc "Iuliu Hatieganu" i el saló polivalent.